# Willem Olsthoorn
Willem Olsthoorn (Velsen, 15 oktober 1938 - Bergen (NH), 1 juli 2020) was een Nederlands modeondernemer.
Olsthoorn studeerde aan de Hogere Textielschool in Tilburg. Samen met zijn in 2013 overleden echtgenote Marieke Olsthoorn-Roosen richtte hij in 1963 het kindermodemerk Olly op, de bijnaam van Olsthoorn. Vanwege claims over de merknaam, werd de naam later veranderd in Oilily.
De kinderkleding was populair vanwege de kleurrijke designs. Het werd gedragen door de Britse prinsen William en Harry en door de kinderen van sterren als Madonna, Michael Jackson, Mick Jagger en de jongste dochter van familie Huxtables in The Cosby Show. Zijn bedrijf behoorde in de jaren negentig top de topmerken binnen de kindermode. In 201 verkocht hij de onderneming aan de ABN AMRO bank en een investeringsbedrijf. Na faillissement in 29 kocht hij de aandelen weer terug en betrok zijn kinderen Brecht en Sophie en diens echtgenoot bij de onderneming.
In 2016 moest Olsthoorn een schuld van het bedrijf persoonlijk betalen. Hij had een schuld van €4 miljoen uitstaan. De zakelijke en persoonlijke perikelen leidden vervolgens tot frictie binnen de familie waardoor hij dochter Sophie en haar man ontsloeg. Dochter Marieke was het oneens met de relatie die haar vader vlak na het overlijden begon met de zus van zijn vrouw en de verhoudingen tussen vader en dochter werd zowel persoonlijk als zakelijk ernstig verstoord hierdoor. Er volgde ook een rechtszaak waarin Willem Olsthoorn door zijn dochter en haar man werd aangeklaagd omdat hij merkrechten en aandelen van zijn kinderen ten onrechte uit het bedrijf zou hebben getrokken. Zij kreeg ongelijk van de rechter. Dochter Brecht bleef wel bij het bedrijf betrokken.
Olsthoorn stond verschillende keren in de Quote 500. In 2014 werd zijn kapitaal geschat op € 42 miljoen.
Olsthoorn stierf op 1 juli 2020 op de leeftijd van 81, aan complicaties van een in februari opgelopen gordelroosinfectie. Tot kort voor zijn overlijden heeft hij nog geprobeerd de verstoorde familieverhoudingen te herstellen.